# みうらじゅん&安斎肇のゆるキャラに負けない!
『みうらじゅん&安齋肇のゆるキャラに負けない!』（みうらじゅんアンドあんざいはじめのゆるキャラにまけない）は、2013年10月17日から2016年12月26日までTOKYO MX2などで放送されていたバラエティ番組。制作はディスクベリー・ドットコムと、TBSサービス（東京放送ホールディングスの子会社）。
動画配信サイトGYAO!、Yahoo!映像トピックスにてダイジェスト版を中心に一部の回が無料配信中。

## 内容
「みうらじゅん&安齋肇の勝手に観光協会」のみうらじゅんと安齋肇が日本各地のゆるキャラと人間（「ゆるビト」と称される）をゲストに迎え語り合うスタジオトーク番組。「○○県スペシャル」として、その都道府県を訪れた勝手に観光協会を、地元ゆるキャラたちが歓迎して観光地を案内することもある。
初期のナビゲーター役は東海林舞が担当し、勝手に観光協会と本物の地元観光関係者が選んだその県の見どころ5件を「郷土ラブBEST5」として交互に発表するのが中心に構成されていた。
2015年3月の「ぐんまちゃん」の回より、2ndシーズンになったとしてナビゲーター役がアイドルの寺嶋由芙に交代。「郷土ラブBEST5」の発表は無くなり、ゆるキャラ自体のプロフィール紹介が中心となっているが、プライベートでもゆるキャラ好きの寺嶋が、キャラクター愛を暴走させ、みうら達を呆れさせることも多い。ゆるキャラとは全く関係ないが、有限会社がっぱいが自分のゆるい思い出話を語る「ゆるいはなし」のコーナーも新設された。
番組の最後には勝手に観光協会で作成した、ゲストのゆるキャラがいる都道府県のご当地ソングが流れる。
更に2015年からは、番組に出演したゆるビトの中から最優秀のゆるビトを選出する「ゆるビトグランプリ」も定期的に開催されており、グランプリ受賞者にはゴールデンはっぴが、準グランプリ受賞者には番組特製Tシャツが贈呈される。
2016年12月、「第3回ゆるビトグランプリ＜後編＞」の放送を以て、番組を半年間休止することが発表された。
2017年6月23日、番組の公式Facebookに於いて、「7月から新番組『ゆるキャラQ』として復活する」ことが発表され、7月8日から放送を開始した。

## 出演者

### 現在
- みうらじゅん
- 安齋肇
- 寺嶋由芙 - ゆるキャラナビゲーター
- 有限会社がっぱい - 元ハガキ職人。「ゆるいはなし」語り部

### 過去
- 東海林舞

## 放送リスト
| 回 | 放送日         | 都道府県 | ゲスト対戦者                                                     | ED                            |
| -- | -------------- | -------- | ---------------------------------------------------------------- | ----------------------------- |
| 1  | 2013年10月17日 | 鳥取県   | トリピー、鳥取県東京本部情報発信チーム田口邦彦さん               | カニカニラブラブ              |
| 2  | 2013年10月24日 | 福島県   | フラおじさん、サンシャインガイドいわき箱崎幸永さん               | あぁ、もっともだ              |
| 3  | 2013年10月31日 | 秋田県   | スギッチ、秋田県庁長崎弥生さん                                   | なまはげ兄弟                  |
| 4  | 2013年11月7日  | 群馬県   | いしだんくん、伊香保温泉旅館協同組合婦人部飯野由希子さん         | 上州の風                      |
| 5  | 2013年11月14日 | 埼玉県   | コバトン、埼玉県庁本橋美弥子さん                                 | やるね埼玉                    |
| 6  | 2013年11月21日 | 宮城県   | ホヤぼーや、気仙沼市産業部観光課吉川伊織さん                     | 哀愁ちゃナイト                |
| 7  | 2013年11月28日 | 神奈川県 | ウナシー、戸塚区役所地域振興課田村健太郎さん古尾谷節子さん       | 恋のスイッチバック!(三度まで) |
| 8  | 2013年12月5日  | 岐阜県   | つっちー&のこりん、東白川村役場産業建設課今井稔さん              | ギフト岐阜                    |
| 9  | 2013年12月13日 | 栃木県   | さのまる、佐野市役所さのまるマネージャー田名網涼さん             | ソバユバロマンス              |
| 10 | 2013年12月20日 | 岡山県   | さと丸くん、奈義町役場石井奈緒美さん                             | お供になりたい                |
| 11 | 2014年1月10日  | 滋賀県   | とび太くん、川村潤市さん                                         | 琵琶湖一円                    |
| 12 | 2014年1月17日  | 京都府   | まゆまろ、まゆまろ探検隊尾形浩一郎さん                           | おはよう舞妓さん              |
| 13 | 2014年1月24日  | 北海道   | つくつくオホーツクん、北海道オホーツク総合振興局大田理恵子さん   | 青春リピーター                |
| 14 | 2014年1月31日  | 長野県   | アルクマ、長野県東京観光情報センター中村正人さん                 | 愛の双体道祖神                |
| 15 | 2014年2月7日   | 山形県   | カセ坊、上山市商工会青年部岡崎淳一さん                           | ガッタ山形                    |
| 16 | 2014年2月14日  | 徳島県   | すだちくん、徳島県農林水産部もうかるブランド推進課森野ひとみさん | DancingCrazySon'Son'Son'      |
| 17 | 2014年2月21日  | 新潟県   | ブリカツくん、ブリカツマネージャータカヒロ兄さん                 | 新潟レイニーデイ              |
| 18 | 2014年2月28日  | 静岡県   | 出世大名家康くん、浜松市公聴広報課大波徳明さん                   | 静岡ロンリーナイト            |
| 19 | 2014年3月7日   | 和歌山県 | クエ太郎＆クーコ                                                 | ときめきの紀州路              |
| 20 | 2014年3月14日  | 長崎県   | 人面石くん                                                       | 転がる坂のように              |
| 21 | 2014年3月21日  | 香川県   | とり奉行 骨付じゅうじゅう                                        | ロンリー・オヘンローラー      |
| 22 | 2014年3月28日  | 千葉県   | チーバくん                                                       | バチバチ★チバチバ             |
| 23 | 2014年4月9日   | 山梨県   | ニーラ                                                           | 恋はGO!GO!ME!                 |
| 24 | 2014年4月23日  | 鹿児島県 | ぐりぶー＆さくら                                                 | ヘルシー音頭                  |
| 25 | 2014年4月30日  | 奈良県   | 雪丸                                                             | ブッツ仏像                    |
| 26 | 2014年5月14日  | 青森県   | 十和田ねばっち、パワフルジャパン十和田 野月哲也さん              | 斜陽の恋                      |
| 27 | 2014年5月28日  | 千葉県   | 千葉スペシャル！（前編）                                         | ジャガーのライブ              |
| 28 | 2014年6月4日   | 千葉県   | 千葉スペシャル！（後編）                                         | バチバチ★チバチバ             |
| 29 | 2014年6月18日  | 山口県   | ちょるる、山口県商工労働部観光振興課 村田由貴子さん              | 山口アンモナイト              |
| 30 | 2014年6月25日  | 高知県   | しんじょう君、高知県須崎市元気創造課 守時健さん                  | 恋のタイフーン                |
| 31 | 2014年7月16日  | 東京都   | はっちお〜じ、八王子市観光課 小池康子さん                        | すこぶるブルー東京            |
| 32 | 2014年7月30日  | 福井県   | へしこちゃん                                                     |                               |
| 33 | 2014年9月10日  | 大分県   | めじろん、おんせん県おおいた課 森本夏美さん                      | 地獄のエステティシャン        |
| 34 | 2014年9月17日  | 北海道   | ずーしーほっきー                                                 |                               |
| 35 | 2014年10月5日  | 鳥取県   | カニットリくん                                                   |                               |

## スタッフ
- 企画： みうらじゅん
- タイトルデザイン： 安齋肇
- 制作協力： みうらじゅん事務所、ワン・ツゥ・スリー
- 技術協力： イメージディバイス
- 協力:まほろば製作所
- カメラ： 比嘉誠、堀川伸吾、飛川ちひろ、飯波あゆみ、山本維信、八木香織
- CA： 伊藤武人、鈴木大
- 編集:日下まどか(discberry.com)
- MA： 宮下友昭(discberry.com)
- スチール： 永田章浩
- ヘアメイク： 佐々木佐知子
- AD： 小笠原花菜(discberry.com)
- ディレクター： 加藤由里子(discberry.com)、街風統雄(discberry.com)、日下まどか(discberry.com)
- AP： 長谷川友紀(TBSサービス)
- プロデューサー： 西秀一郎(discberry.com)、高橋俊之(TBSサービス)
- 制作・著作： Discberry.com、TBS SERVICE[2]

## ネット局
| 放送対象地域 | 放送局      | 系列           | 放送期間                                | 放送日時                              | 備考               |
| ------------ | ----------- | -------------- | --------------------------------------- | ------------------------------------- | ------------------ |
| 東京都       | TOKYO MX2   | 独立局         | 2013年10月17日 - 2016年12月26日         | 月曜 23:00 - 23:30                    | [ 4 ]              |
| 中京広域圏   | 東海テレビ  | フジテレビ系列 | 2014年7月4日 - 12月19日 2015年4月22日 - | 金曜 26:20 - 26:50 水曜 26:25 - 26:50 | [ 5 ]              |
| 兵庫県       | サンテレビ  | 独立局         | 2014年10月1日 -                         | 水曜 18:00 - 18:30                    | [ 6 ]              |
| 岩手県       | IBC岩手放送 | TBS系列        | 2014年10月15日 - 2015年9月23日          | 水曜 25:11 - 25:41                    |                    |
| 鹿児島県     | 南日本放送  | TBS系列        | 2014年4月4日 - 10月3日                  | 日曜 14:00 - 14:30                    |                    |
| 北海道       | 北海道放送  | TBS系列        | 2016年9月3日 -                          | 水曜 2:12 - 2:42                      | [ 7 ]              |
| 宮城県       | 東北放送    | TBS系列        | 不定期放送                              | 不定期放送                            |                    |
| 福岡県       | RKB毎日放送 | TBS系列        | 不定期放送                              | 不定期放送                            |                    |
| 鳥取県西部   | 中海テレビ  |                | 不定期放送                              | 不定期放送                            | （ケーブルテレビ） |

2014年と2015年には、ニコニコ生放送で「ゆるキャラグランプリ結果発表生中継」の関連番組として約1年分の一挙配信が行われている。

## DVD
Vol.1 トリピー、フラおじさん、スギッチ、いしだんくん、コバトン（2014年3月19日、発売元:ディスクベリードットコム・TBSサービス・ポニーキャニオン）
Vol.2 ホヤぼーや、ウナシー、つっちー&のこりさん、さのまる、さと丸（2014年3月19日、発売元:ディスクベリードットコム・TBSサービス・ポニーキャニオン）

## 備考
1. ↑  番組オープニングのタイトルコールでは「みうらじゅんと安齋肇の（後略）」とコールされている。
2. 1 2  2015年現在、番組エンディングでは『製作著作　「ゆるキャラに負けない!」プロジェクト』というクレジットが掲出されている。
3. ↑  前回同様みうら、安齋、寺嶋が出演。東海テレビ放送及びGYAO!でのみ放送・配信されていたが、12月23日を以て放送休止。
4. ↑  開始から2014年3月27日までは木曜 25:00 - 25:30、2014年4月9日から9月17日まではTOKYO MX1水曜 19:30 - 19:55、2014年10月5日から2015年9月27日まではTOKYO MX2日曜 22:00 - 22:30。
5. ↑  本来の放送順を無視しており、どの回を放送するかは当日まで不明だったが、2015年5月放送の「ひゃくまんさん」以降は、東京都でその週に放送した回を放送するようになった。その後、2016年7月頃に放送休止の週が1週あり、それ以後は東京より1週遅れの放送となっている。
6. ↑  2015年3月25日まで水曜 18:30 - 19:00。
7. ↑  2016年10月2日まで土曜 2:23 - 2:53、一時放送休止だったが同年10月27日より再開。しかしその後数回放送して以降、放送されていない。